# Rajgarh (Alwar)
Rajgarh è una suddivisione dell'India, classificata come municipality, di 25.006 abitanti, situata nel distretto di Alwar, nello stato federato del Rajasthan. In base al numero di abitanti la città rientra nella classe III (da 20.000 a 49.999 persone).

## Geografia fisica
La città è situata a 27° 14' 47 N e 76° 37' 40 E.

## Società

### Evoluzione demografica
Al censimento del 2001 la popolazione di Rajgarh assommava a 25.006 persone, delle quali 13.378 maschi e 11.628 femmine. I bambini di età inferiore o uguale ai sei anni assommavano a 3.967, dei quali 2.154 maschi e 1.813 femmine. Infine, coloro che erano in grado di saper almeno leggere e scrivere erano 16.194, dei quali 10.266 maschi e 5.928 femmine.